# Fusil de asalto

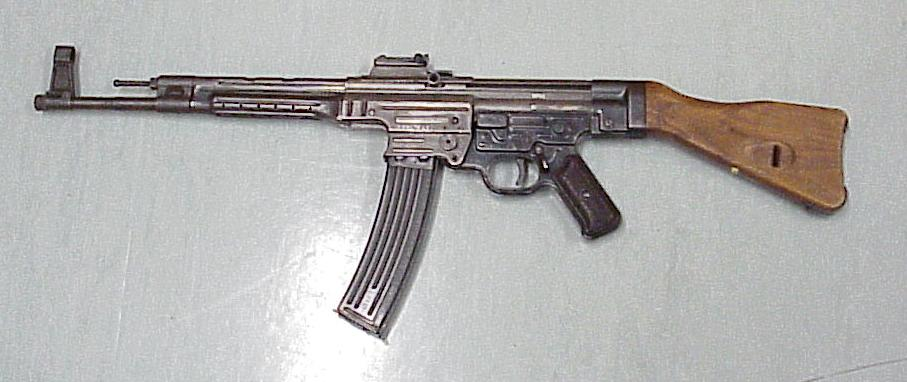
El Sturmgewehr 44 alemán entró en servicio en 1944. Utilizaba munición 7,92 x 33 Kurz.

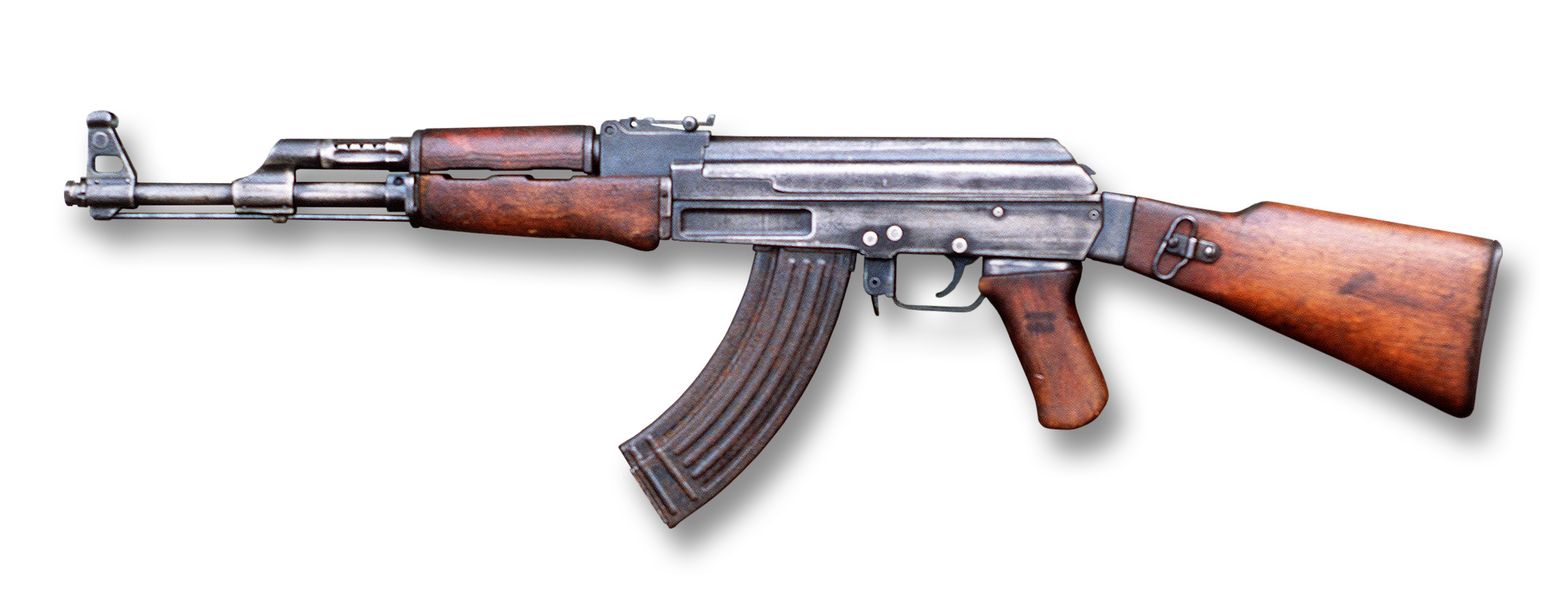
El AK-47 soviético entró en servicio en 1949. Dispara cartuchos 7,62 x 39 (M43).

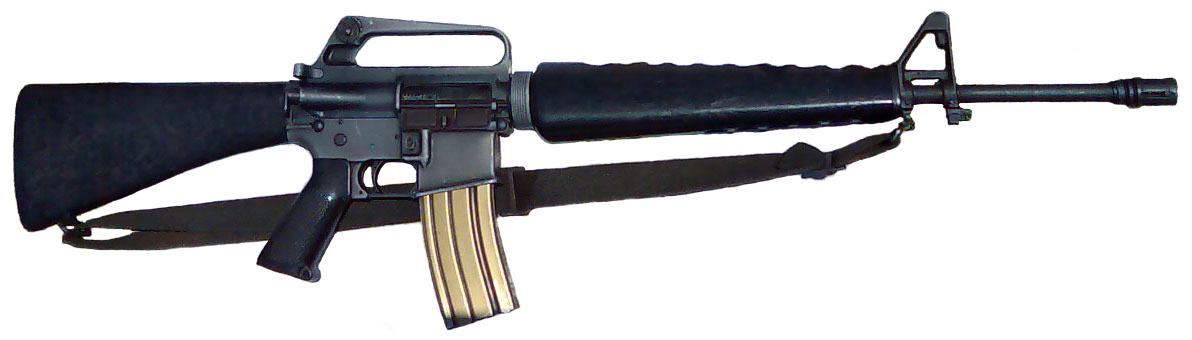
El M16 estadounidense entró en servicio en 1964. Dispara cartuchos 5,56 x 45 OTAN.

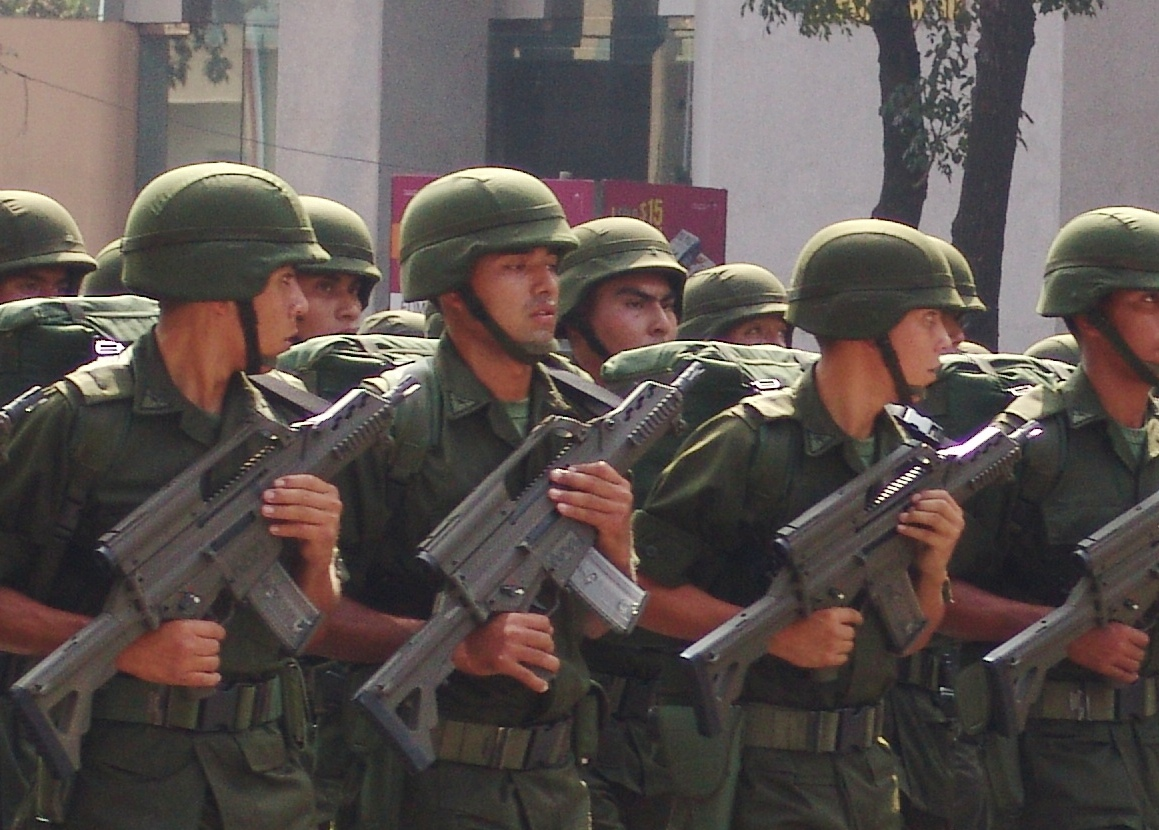
FX-05 Xiuhcoatl, fusil de asalto versión carabina fabricado en México.

Un fusil de asalto es un fusil diseñado para el combate, de fuego selectivo (capaz de disparar tanto en modo automático como en modo semiautomático). El primer rifle de asalto que tuvo un uso importante fue el StG 44 alemán, un desarrollo del anterior Mkb 42. Los fusiles de asalto son el arma de infantería estándar en la mayoría de los ejércitos modernos y han reemplazado o complementado ampliamente a los más grandes y potentes fusiles de batalla como el M14 estadounidense, el FN FAL belga y el Heckler & Koch G3 alemán. Como ejemplos de fusiles de asalto tenemos el fusil M16 y la carabina M4 estadounidenses, el AK-47 soviético, el Indumil Galil ACE colombiano, el L85A2 británico, el FA-MAS francés, el FX-05 Xiuhcóatl mexicano, los HK G36 y HK 416 alemanes o el Steyr AUG austriaco.
El fusil de asalto está encuadrado entre los subfusiles, que emplean munición de pistola (pesada y de baja velocidad, apenas supersónica, con alcance efectivo inferior a 150 m.; e.g., 9mm Parabellum) y los fusiles de gran calibre o  fusiles de batalla (como el CETME C, el FN FAL, el H&K G3, etc.), que emplean munición muy rápida y pesada (como el cartucho 7,62x51 OTAN o el 7,62x54R) y que por sus características son muy difíciles de controlar en fuego automático, aunque su alcance efectivo se cifra en 800 m aproximadamente. Precisamente, el fusil de asalto se define por su munición intermedia: de pequeño calibre, ligera y de gran velocidad (SCHV, Small Calibre High Velocity, como el 5,56x45 OTAN o el 5,45x39), o de calibre completo y velocidad y peso intermedios inferiores a la munición empleada en ametralladoras de propósito general y fusiles de combate. en ambos casos, el alcance efectivo se sitúa entre el alcance de la munición de pistola y el alcance de la munición de batalla, y el fuego automático es lo suficientemente controlable como para ser empleado sin necesidad de un entrenamiento altamente específico. Los diferentes creadores de concepto y modelos de munición intermedia consideraron que para el infante desmontado, que en su momento empleaba miras abiertas, 300 m era lo más razonable como alcance efectivo sin apenas recibir un entrenamiento altamente especializado.
Los dos modelos más extendidos de fusil de asalto son el AK-47 y el M16, que son el ejemplo básico de su clase. Los fusiles semiautomáticos, como el AR-15, y los fusiles con cargador limitado (de 5 a 8 balas, normalmente versiones civiles de los fusiles de asalto), no son considerados fusiles de asalto por su incapacidad de hacer fuego selectivo.

## Origen del término

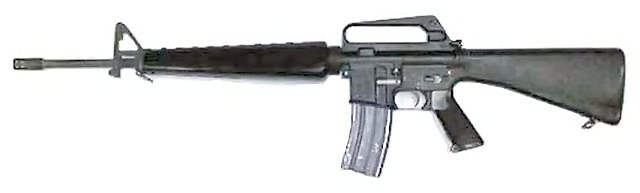
Un M16A31

El término fusil de asalto generalmente se atribuye a Adolf Hitler, quien usó la palabra alemana Sturmgewehr (que se traduce como "rifle de asalto") como el nuevo nombre de la MP 43 (Maschinenpistole), posteriormente conocido como el Sturmgewehr 44. La propaganda aliada sugirió que el nombre fue elegido con fines propagandísticos, pero el objetivo principal era diferenciar la Sturmgewehr de los subfusiles alemanes como la MP40.
Se ha sugerido, sin embargo, que la Heereswaffenamt fue la responsable del nombre Sturmgewehr, y Hitler no tuvo ningún aporte además de firmar la orden de producción. Además, Hitler inicialmente se opuso a la idea de un nuevo rifle de infantería, ya que Alemania carecía de la capacidad industrial para reemplazar los 12 000 000 de rifles Karabiner 98k que ya estaban en servicio, y solo cambió de opinión una vez que lo vio de primera mano.
El StG 44 generalmente se considera el primer rifle militar de fuego selectivo en popularizar el concepto de rifle de asalto. Hoy en día, el término "fusil de asalto" se utiliza para definir las armas de fuego que comparten las mismas características básicas que el StG 44.

## Historia
Desde comienzos del siglo XX se experimentó con munición intermedia y diseños de fusiles semiautomáticos o automáticos como medios para aumentar la potencia de fuego del infante. Entre ellos, se destacarían:
- Fusil Mondragón, El primer fusil semiautomático y automático de la historia diseñado en 1884, es el primero en ser empleado en un ejército desde 1901 por el Ejército Mexicano, fue empleado en la Primera Guerra Mundial por el Imperio Alemán, Imperio Austrohúngaro, Imperio del Japón, República de Weimar, después en la Segunda Guerra Mundial en Francia de Vichy, República española, Unión Soviética, Filipinas también fue usado por países como Corea del Sur, China, Brasil, República de China y Chile.
- Winchester Modelo M1907, en calibre 9x35SR. Precursor directo en concepto de la Carabina M1, fue empleado por los franceses en la Primera Guerra Mundial como eficaz arma de trinchera.
- Avtomat Fiódorova.[17] Adoptado en 1916, es el primer fusil de asalto operativo adoptado oficialmente. Por la premura de la guerra, se empleó en calibre 6,5x50 arisaka en lugar del 6,5 mm Fiódorov previsto por su creador. La derrota rusa y la Revolución de Octubre impidieron la adopción definitiva de este modelo tan adelantado a su tiempo.
- Ribeyrolles M1918. De una concepción similar al Winchester Modelo M1907, lo más destacado de esta arma es su munición 8 x 35mm, de una concepción muy cercana a lo que acabaría siendo la munición intermedia adoptada tres décadas más tarde por alemanes o rusos

Otros modelos suizos, daneses, alemanes e italianos chocaron hasta la propia Segunda Guerra Mundial con diferentes obstáculos que impidieron su adopción. Entre ellos, podríamos citar:
- El deseo de mantener una munición común con la ametralladora de sección.
- La intención de mantener un alcance equivalente al de la ametralladora de sección. En realidad, era la supervivencia de un concepto previo de descarga concentrada de fusilería, ya extinto por la maduración de las ametralladoras. Al final de la 1ª G.M. ya se sabía que el infante, empleando un fusil de miras abiertas, tenía un alcance efectivo de 400 metros para fuego apuntado.
- La prevención a que los infantes hicieran un uso excesivo de munición, "abusando" del uso de fuego automático. Esa objeción se solucionaría con la mejora de la cadena logística de los ejércitos que adoptaron el fusil de asalto, ganando a cambio los beneficios de un mayor volumen de fuego y de munición acarreada por el infante (pasando de los 70 disparos en la 2ª G.M. a 180-240 en la década de los 70).

Con todo, la munición intermedia presentaba ventajas teóricas tan importantes que los experimentos se siguieron sucediendo hasta la rápida sucesión de generaciones de armas que llevarían al Sturmgewehr 44.

### Sturmgewehr 44, el primer fusil de asalto operativo
Los alemanes fueron los primeros en ser pioneros en el concepto de fusil de asalto durante la Segunda Guerra Mundial, según una investigación que mostró que la mayoría de los tiroteos ocurren dentro de los 400 m y que los rifles contemporáneos fueron superados para la mayoría de los combates con armas pequeñas. Pronto desarrollarían un fusil de potencia intermedia de fuego selecto que combinaba la potencia de fuego de una ametralladora con el alcance y la precisión de un rifle.
El término fusil de asalto es una traducción de la palabra alemana Sturmgewehr (literalmente "fusil de asalto",), término que fue acuñado por Adolf Hitler para referirse al arma primero conocida como Maschinenpistole 43 (Mp 43), que fue rebautizada como Sturmgewehr 44 (StG 44) generalmente considerada como el primer fusil de asalto en entrar en servicio, que sirvió para popularizar el concepto. La traducción del nombre de este primer fusil de asalto sirvió para definir a la clase de armas que vendrían después de esta con similares características. En una definición estricta, para que un arma sea considerada un fusil de asalto debe tener las siguientes características.
1. Un arma individual del tamaño de una carabina que se dispara desde el hombro.
2. Capaz de hacer fuego selectivo (automático o semiautomático).
3. Cartucho de potencia intermedia, entre uno de pistola y uno de fusil tradicional.
4. La munición es suministrada por un cargador separable de alta capacidad. 30 disparos es la carga más habitual ya desde aquella época
5. Que sea fabricado mediante estampado y otros medios económicos de fabricación en masa.

El diseño reunió elementos de todos los precedentes anteriores (munición, configuración, método de fabricación) en un modelo de muy elevada disponibilidad. Uno de los elementos más novedosos fue la de incorporar un diseño de retroceso lineal hacia el hombro, que reducía los efectos del retroceso a cambio de tener que elevar los dos postes de la mira. Igualmente, la longitud total y del cañón eran sensiblemente más cortas que los fusiles a los que sustituía, aunque más largo que los subfusiles de la época. Como defecto, mejorado en los diseños siguientes, se puede citar la excesiva altura del cargador, que provocaba un efecto "monópode", que elevaba la altura del arma en el tiro cuerpo a tierra más allá de lo deseable.
En 1945 se había planeado la sustitución del StG-44 por el Sturmgewehr 45. Este modelo, aunque empleaba los mismos cargadores, tenía un sistema operativo completamente diferente. En lugar del uso de pistón y cierre basculante, el StG-45 empleaba un sistema de retroceso retardado por rodillos que, unido a otras particularidades de diseño, abarataba los costes de producción y permitía una producción más rápida.
Si bien este diseño no fructificaría inmediatamente, acabaría desarrollándose en los fusiles CETME C, CETME L, H&K G3, H&K G33 y, en lo que se refiere a su sistema operativo, una variante del mismo se emplearía en el FA-MAS

## Elementos
Las siguientes características son comúnmente encontradas en los fusiles de asalto, aunque no sean compartidas por todos los diseños, pero no son exclusivas de estos, pudiendo encontrarse también en subfusiles, fusiles de combate, ametralladoras y fusiles semiautomáticos.
- Pistolete.
- Dispositivos para la boca del cañón, como frenos de boca o bocachas apagallamas.
- Guardamanos
- Toma de gases (pistón / tubo)
- Cañón
- Cajón de mecanismos
- Cierre
- Tolva del cargador
- Guardamonte
- Ventana de expulsión
- Culata

## Galería
|       |
| M16A2 |

|       |
| AK-47 |

|       |
| INSAS |

|         |
| FN SCAR |

|           |
| Steyr AUG |

|       |
| FAMAS |

|                |
| Fusil SG 543-1 |

|      |
| SA80 |

|           |
| IMI Galil |

|           |
| IMI Tavor |

|      |
| REC7 |

|          |
| Fusil R4 |

|          |
| FN F2000 |

|                       |
| VHS (fusil de asalto) |

|            |
| SIG SG 540 |

|                      |
| Heckler & Koch HK416 |

|                 |
| Beretta ARX-160 |

|           |
| IMBEL IA2 |

|      |
| Ak 5 |

|        |
| QBZ-95 |

|                    |
| Heckler & Koch G36 |